# Syndrome de Babinski-Froment
Le syndrome de Babinski-Froment est un syndrome post-traumatique lié à un effet de souffle (ou obusite) avec, au niveau du membre atteint, des troubles vasomoteurs et trophiques avec parésie, contractures, atrophie intense avec œdème, et causalgies.
Le syndrome des traumatisés de guerre de Babinski et Froment n’est pas d’origine purement psychogène ou fonctionnel, mais plutôt en relation avec ce que l’on a appelé par la suite le trouble de stress post-traumatique.
Ce syndrome a été décrit en 1917 par les neurologues Joseph Babinski et Jules Froment chez les blessés de la Première Guerre mondiale,.